# Mark Kingsland
Mark Lyle Kingsland (14 de julio de 1970) es un deportista australiano que compitió en ciclismo en la modalidad de pista, especialista en las pruebas de persecución.
Ganó una medalla de bronce en el Campeonato Mundial de Ciclismo en Pista de 1990, en la prueba de persecución por equipos.
Participó en los Juegos Olímpicos de Barcelona 1992, ocupando el cuarto lugar en la prueba de persecución individual.

## Medallero internacional
| Campeonato Mundial | Campeonato Mundial | Campeonato Mundial | Campeonato Mundial          |
| Año                | Lugar              | Medalla            | Competición                 |
| ------------------ | ------------------ | ------------------ | --------------------------- |
| 1990               | Maebashi (Japón)   | Medalla de bronce  | Persecución por equipos (A) |